# Rochechouart (Haute-Vienne)
Pour les articles homonymes, voir Rochechouart.
Rochechouart est une commune française située dans le département de la Haute-Vienne, en région Nouvelle-Aquitaine.
Ville sous-préfecture, elle n'est toutefois que la 15e ville du département d'un point de vue démographique. Contrairement à la majorité des communes de la Haute-Vienne, elle fait historiquement partie du Poitou. Limitrophe du département de la Charente, elle fait partie du parc naturel régional Périgord-Limousin.
Le nom de Rochechouart est essentiellement connu pour la famille éponyme, la plus ancienne de France après la famille royale, existant toujours de nos jours ; et pour la météorite qui s'y est écrasée il y a 207 millions d'années et y a formé le 38e plus grand cratère d'impact terrestre, aujourd'hui disparu en surface. Rochechouart est aussi célèbre par ses ostensions, processions cultuelles très populaires qui se déroulent tous les sept ans.
La ville de Rochechouart est en outre surnommée localement la « Cité du canon », en raison de la présence d'un petit canon, vestige de l'artillerie du château et qui servait autrefois à tirer des salves pendant les grandes occasions.
Ses habitants sont appelés les Rochechouartaises et les Rochechouartais. la commune est administrée par Anne Marie Almoster Rodrigues, maire. Le sous-préfet est Aurélien Adamski.

## Géographie

### Situation
La commune de Rochechouart est dans l'ouest du département de la Haute-Vienne, limitrophe avec le département de la Charente à l'ouest. Elle occupe une superficie de 54 km2.
Saint-Junien, sur la rive droite de la Vienne et deuxième ville la plus peuplée du département[réf. nécessaire], est à 9 km au nord-est. Limoges est à 42 km à l'est, Angoulême à 64 km au sud-ouest.
Elle est voisine de la ville antique de Cassinomagus (Chassenon) à l'ouest.

### Hydrographie
La Grêne (ou Graine), affluent de la Vienne, traverse le territoire communal dans le sens sud-est/nord-ouest. La Vayres, venant du sud, conflue avec la Grêne à Rochechouart. La Gorre borde la commune au nord-est.

### Communes limitrophes
Rochechouart est limitrophe avec six autres communes, dont deux en Charente.
Les communes limitrophes sont  Chaillac-sur-Vienne, Chassenon, Pressignac, Saillat-sur-Vienne, Saint-Auvent et Vayres.
| Chassenon (Charente)  | Saillat-sur-Vienne | Chaillac-sur-Vienne |
| Pressignac (Charente) | Rochechouart       | Saint-Auvent        |
|                       | Vayres             |                     |

### Relief et géologie
La ville, établie entre 200 et 300 mètres d'altitude, domine par le nord la vallée de la Grêne qui entaille l'ouest du plateau limousin à 180 mètres d'altitude.
La ville se situe dans l'emprise d'un cratère météoritique, formé il y a environ 207 millions d'années, l'astroblème de Rochechouart-Chassenon.

### Climat
Le climat qui caractérise la commune est qualifié, en 2010, de « climat océanique altéré », selon la typologie des climats de la France qui compte alors huit grands types de climats en métropole. En 2020, la commune ressort du même type de climat dans la classification établie par Météo-France, qui ne compte désormais, en première approche, que cinq grands types de climats en métropole. Il s'agit d'une zone de transition entre le climat océanique, le climat de montagne et le climat semi-continental. Les écarts de température entre hiver et été augmentent avec l'éloignement de la mer. La pluviométrie est plus faible qu'en bord de mer, sauf aux abords des reliefs.
Les paramètres climatiques qui ont permis d'établir la typologie de 2010 comportent six variables pour les températures et huit pour les précipitations, dont les valeurs correspondent à la normale 1971-2000. Les sept principales variables caractérisant la commune sont présentées dans l'encadré ci-après.
| Paramètres climatiques communaux sur la période 1971-2000 - Moyenne annuelle de température : 11,7 °C - Nombre de jours avec une température inférieure à −5 °C : 3 j - Nombre de jours avec une température supérieure à 30 °C : 6,5 j - Amplitude thermique annuelle : 15 °C - Cumuls annuels de précipitation : 1 046 mm - Nombre de jours de précipitation en janvier : 13,1 j - Nombre de jours de précipitation en juillet : 7,5 j |

Avec le changement climatique, ces variables ont évolué. Une étude réalisée en 2014 par la direction générale de l'Énergie et du Climat complétée par des études régionales prévoit en effet que la température moyenne devrait croître et la pluviométrie moyenne baisser, avec toutefois de fortes variations régionales. La station météorologique de Météo-France installée sur la commune et mise en service en 1967 permet de connaître en continu l'évolution des indicateurs météorologiques. Le tableau détaillé pour la période 1981-2010 est présenté ci-après.
| Mois                                  | jan.          | fév.          | mars           | avril         | mai           | juin          | jui.          | août          | sep.          | oct.          | nov.          | déc.          | année     |
| ------------------------------------- | ------------- | ------------- | -------------- | ------------- | ------------- | ------------- | ------------- | ------------- | ------------- | ------------- | ------------- | ------------- | --------- |
| Température minimale moyenne (°C)     | 1,8           | 1,9           | 3,7            | 5,5           | 9,2           | 12,2          | 13,9          | 13,4          | 10,6          | 8,7           | 4,4           | 2,2           | 7,3       |
| Température moyenne (°C)              | 4,9           | 5,6           | 8,2            | 10,4          | 14,3          | 17,6          | 19,8          | 19,4          | 16,2          | 13            | 7,9           | 5,4           | 11,9      |
| Température maximale moyenne (°C)     | 7,9           | 9,3           | 12,7           | 15,4          | 19,5          | 23            | 25,7          | 25,5          | 21,8          | 17,2          | 11,4          | 8,5           | 16,5      |
| Record de froid (°C) date du record   | −19 16.01.85  | −16 06.02.12  | −12,3 01.03.05 | −4,5 08.04.21 | −2,5 08.05.74 | 2 06.06.86    | 4 17.07.74    | 2,5 20.08.72  | −1 30.09.72   | −5 30.10.97   | −10 21.11.93  | −13 23.12.75  | −19 1985  |
| Record de chaleur (°C) date du record | 18,2 10.01.71 | 24,7 27.02.19 | 26 20.03.05    | 30,4 30.04.05 | 32,1 27.05.05 | 37,6 30.06.15 | 39,3 16.07.15 | 39,6 05.08.03 | 35,7 14.09.20 | 30,2 02.10.11 | 24,5 07.11.15 | 19,5 29.12.83 | 39,6 2003 |
| Précipitations (mm)                   | 91            | 72,3          | 71,5           | 83,4          | 85,1          | 70            | 52,6          | 65,5          | 72,3          | 91,4          | 98,5          | 100,2         | 953,8     |

## Urbanisme

### Typologie
Au 1er janvier 2024, Rochechouart est catégorisée bourg rural, selon la nouvelle grille communale de densité à sept niveaux définie par l'Insee en 2022.
Elle appartient à l'unité urbaine de Rochechouart, une unité urbaine monocommunale constituant une ville isolée,. La commune est en outre hors attraction des villes,.

### Occupation des sols
L'occupation des sols de la commune, telle qu'elle ressort de la base de données européenne d’occupation biophysique des sols Corine Land Cover (CLC), est marquée par l'importance des territoires agricoles (63 % en 2018), une proportion sensiblement équivalente à celle de 1990 (63,5 %). La répartition détaillée en 2018 est la suivante : 
zones agricoles hétérogènes (33,7 %), forêts (29,3 %), prairies (25,2 %), zones urbanisées (5,4 %), terres arables (4,1 %), milieux à végétation arbustive et/ou herbacée (1,8 %), mines, décharges et chantiers (0,6 %). L'évolution de l’occupation des sols de la commune et de ses infrastructures peut être observée sur les différentes représentations cartographiques du territoire : la carte de Cassini (XVIIIe siècle), la carte d'état-major (1820-1866) et les cartes ou photos aériennes de l'IGN pour la période actuelle (1950 à aujourd'hui).

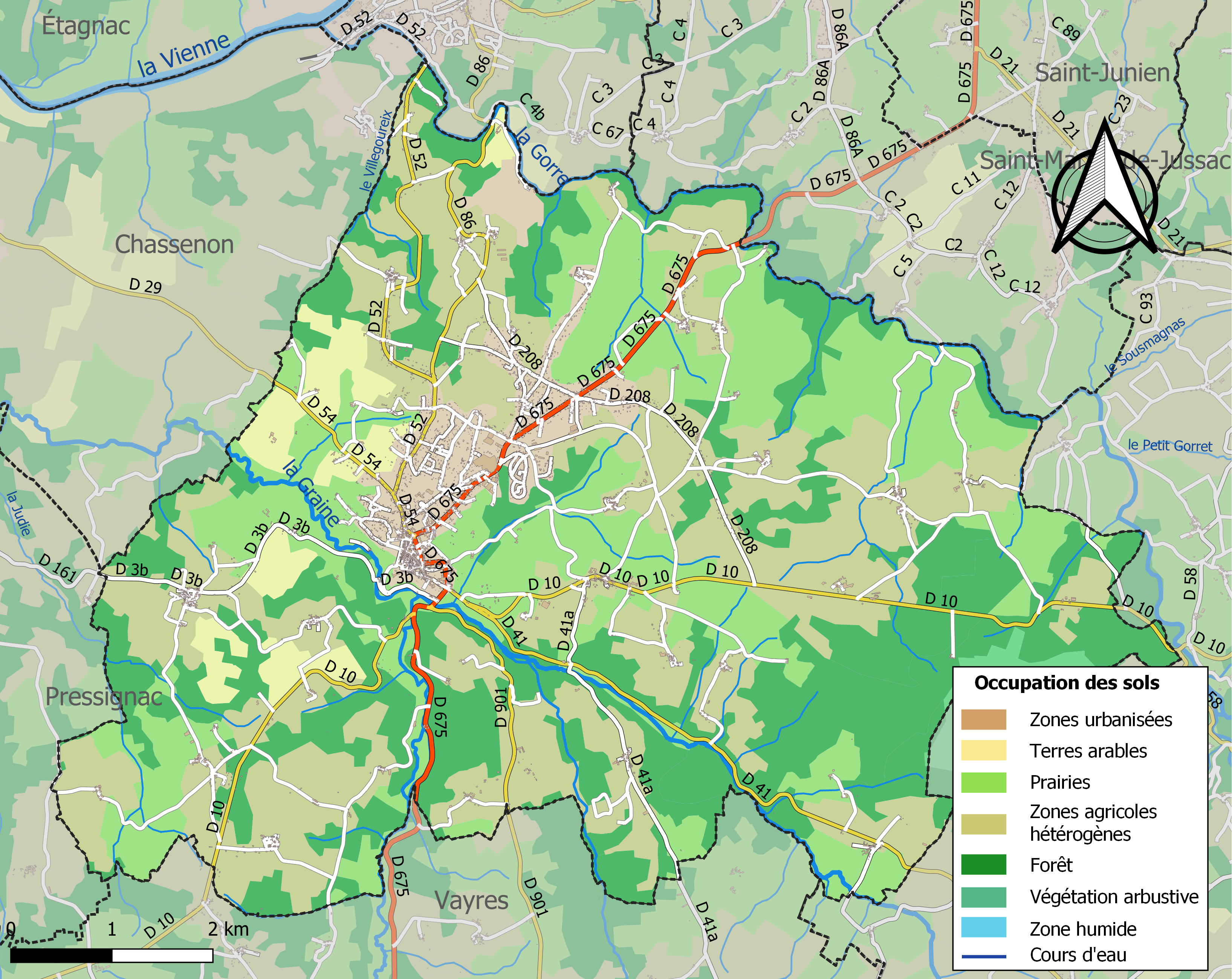
Carte des infrastructures et de l'occupation des sols de la commune en 2018 (CLC).

### Risques majeurs
Le territoire de la commune de Rochechouart est vulnérable à différents aléas naturels : météorologiques (tempête, orage, neige, grand froid, canicule ou sécheresse) et séisme (sismicité faible). Il est également exposé à un risque particulier : le risque de radon. Un site publié par le BRGM permet d'évaluer simplement et rapidement les risques d'un bien localisé soit par son adresse soit par le numéro de sa parcelle.

#### Risques naturels

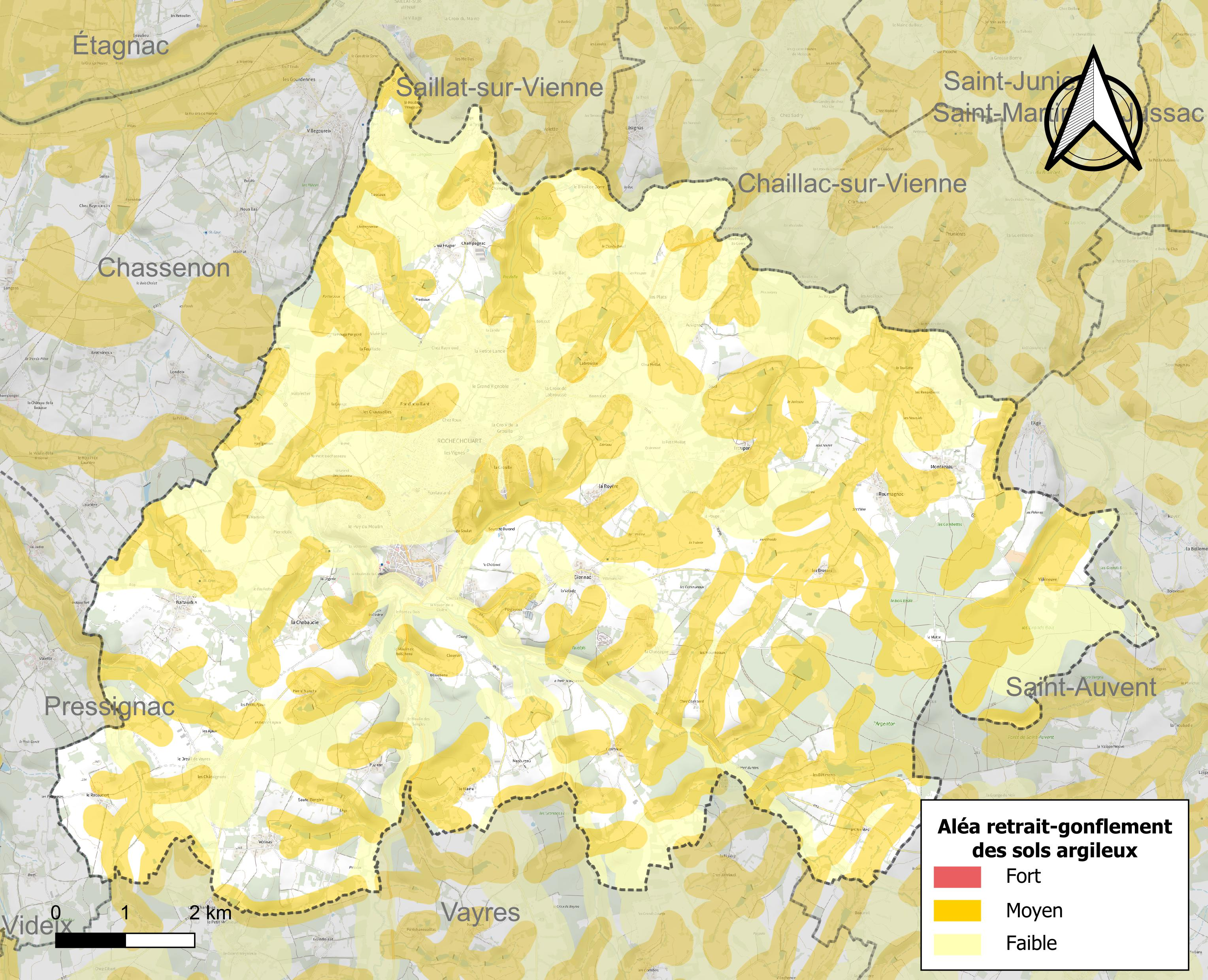
Carte des zones d'aléa retrait-gonflement des sols argileux de Rochechouart.

Le retrait-gonflement des sols argileux est susceptible d'engendrer des dommages importants aux bâtiments en cas d’alternance de périodes de sécheresse et de pluie. 42 % de la superficie communale est en aléa moyen ou fort (27 % au niveau départemental et 48,5 % au niveau national métropolitain). Depuis le 1er octobre 2020, en application de la loi ÉLAN, différentes contraintes s'imposent aux vendeurs, maîtres d'ouvrages ou constructeurs de biens situés dans une zone classée en aléa moyen ou fort,.
La commune a été reconnue en état de catastrophe naturelle au titre des dommages causés par les inondations et coulées de boue survenues en 1982, 1993 et 1999 et par des mouvements de terrain en 1999.

#### Risque particulier
Dans plusieurs parties du territoire national, le radon, accumulé dans certains logements ou autres locaux, peut constituer une source significative d’exposition de la population aux rayonnements ionisants. Selon la classification de 2018, la commune de Rochechouart est classée en zone 3, à savoir zone à potentiel radon significatif.

## Toponymie
Le nom de la localité est attesté sous les formes Rocacoart en 1027, Rochechouart en 1049, Rocam Cavardi vers 1068.
Il s'agit d'une formation toponymique médiévale d'un type répandu en France.
Le premier élément -Roche représente la forme francisée du Nord occitan ròcha, qui désigne à l'origine une montagne, une simple butte rocheuse, puis le château fort qui y est bâti, puis le château fort en lui-même.
Le second élément chouart- est un anthroponyme qui se perpétue dans le nom de famille généralement écrit Chouard (chez Rabelais, maistre Jean Chouard désigne Panurge), plus rarement Chouart. Il semble dériver de l'ancien français choe « chouette » à l'aide du suffixe -ard, terme d'origine vieux bas francique *kawa, d'où la latinisation médiévale en Cavardus. Un seigneur portant ce nom aurait fortifié la place aux environs de l'an 1000.
Durant la Révolution, la commune porte le nom de Roche-sur-Graine.
Dans la région, le nom de la ville est prononcé « Rochouar ».
Sur la planète Mars, en février 2021, un petit cratère investigué par l'astromobile Curiosity de la NASA, est baptisé d'après la commune, bien qu'avec une erreur de transcription: "Rouchechuart".

## Histoire

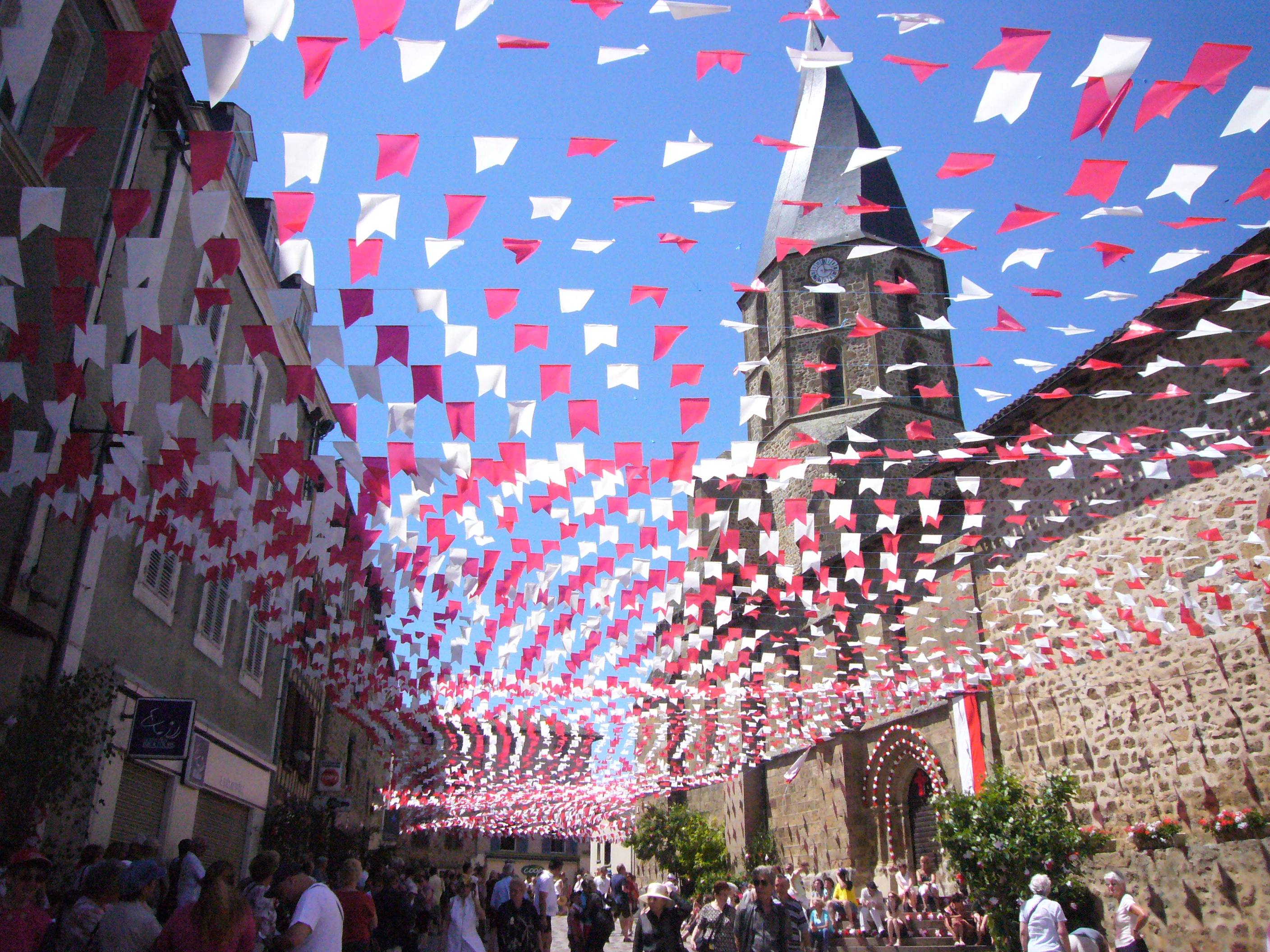
Décorations dans les rues de la ville
pour les ostensions en 2009.

Jusqu'à la Révolution, Rochechouart dépendait administrativement de la province du Poitou (les vicomtes de Rochechouart étant vassaux du comte de Poitiers), et sur le plan religieux, relevait du diocèse de Limoges.
Un livre sur l'histoire de la Ville de Rochechouart et de son nom est sorti au cours du mois de novembre 2019, avec le titre « Prestige de Rochechouart ». Il retrace l'épopée de la plus ancienne famille de France après la famille royale, existant toujours de nos jours et de leur nom. Rochechouart est l'un de ces noms connu de tous. Associé à un boulevard et à un bel hôtel parisiens (Ministère de l'Éducation Nationale), il correspond d'abord à une localité des confins du Limousin, au cœur de la Nouvelle-Aquitaine.

### Histoire des vicomtes de Rochechouart
Les vicomtes de Rochechouart ont régné 800 ans. Ils étaient vassaux du comte de Poitiers. On peut citer parmi eux :
- Aymeric Ier, qui a vécu vers 990, est l'ancêtre de la dynastie.
- Aymeric IV participa à la première croisade aux côtés de Godefroy de Bouillon
- Aymeric VI 1170-1230 fut celui qui fit bâtir le château actuel, dont il reste le donjon et le châtelet d'entrée. En 1205, son épouse Alix ayant été accusée d'adultère par l'intendant du château, il la fit enfermer dans la cage d'un lion dans la tour est du château, mais l'animal ne la dévora pas et se coucha à ses pieds. Elle fut donc innocentée et l'intendant prit sa place avec le lion qui ne tarda pas à le dévorer.
- Aymeric IX participa en 1283 à l'expédition d'Aragon, aux côtés du roi de France Philippe le Hardi.
- Simon et Jean Ier se battirent en Flandres en 1304 et 1328 aux côtés des rois de France Philippe le Bel et Philippe VI de Valois. En 1346, le vicomte Jean Ier participa à la bataille de Crécy. Il fut tué dix ans plus tard, à la bataille de Poitiers, en défendant le roi Jean le Bon.
- Le château fut un haut-lieu de la résistance aux Anglais durant la guerre de Cent Ans avec Louis, chambellan du roi Charles V, compagnon d'armes de Bertrand du Guesclin, puis son fils Jean II et son petit-fils Geoffroy qui fut compagnon de Jeanne d'Arc.
- Le vicomte Foucaud (1440-1472) fut un conseiller du roi Louis XI.
- Le vicomte Jean de Rochechouart-Ponville fit restaurer le château dans le style Renaissance.
- François, fils de Jean, fit décorer la salle de chasse. Il fut condamné à l'exil car accusé du meurtre de Pierre Bermondet dont il convoitait certaines terres et le donjon du château fut arasé.
- Claude, son fils, fit décorer la salle Hercule. Il fut un compagnon d'armes du connétable de Montmorency, et fut blessé et fait prisonnier à la bataille de Saint-Quentin en 1557
- Françoise-Athenaïs de Rochechouart de Mortemart, plus connue sous le nom de Madame de Montespan fut la favorite de Louis XIV.
- Sous la Terreur, la vicomtesse Marie-Victoire, fut arrêtée et incarcérée à Paris, elle y fut guillotinée en 1794.
- Le général Louis-Victor-Léon de Rochechouart (1788-1858) participa durant les guerres napoléoniennes aux campagnes de Russie, d'Allemagne et de France, et notamment à la bataille de la Bérézina. Il fut ensuite aide de camp du roi Louis XVIII et gouverneur de Paris (1814-1821). Il rachète en 1825 le château de Rochechouart, qu'il revend en 1836 au département de la Haute-Vienne, et ses dépendances à la ville de Rochechouart. Auteur d'un ouvrage remarquable sur sa Maison.

### Abbayes et couvents
Dans la forêt de Rochechouart, fut fondée au XIIIe siècle l'abbaye des Cailloux Blancs ou Albis Petris (nommée ainsi en raison d'un affleurement de quartz). Couvent de femmes suivant la règle de l'ordre de Grandmont, il n'exista qu'un centaine d'années (environnement hostile, pauvreté des ressources, brigandage ?). Il ne reste aujourd'hui que des pierres quelconques, restes des modestes masures, et une pierre tombale conservée à l'église de Biennac.
Le prieuré du Châtenet (dans l'actuel faubourg du Châtenet) est créé vers 1050 et est situé en dehors des fortifications de la ville qui se construiront par la suite. Certains vicomtes auront leurs sépultures dans la chapelle. Déserté par les religieux au XVIe siècle, les dominicains s'y installèrent en 1614. En 1791, le couvent, devenu bien national est acheté par la vicomtesse, qui le revend à la municipalité (sauf la chapelle). Pendant les heures noires de la Révolution, les tombeaux des vicomtes furent profanés et les restes dispersés. La chapelle fut détruite à une date inconnue. Le couvent abandonné tomba en ruine au milieu du XIXe siècle. Il n'y en a plus trace aujourd'hui.

### Les protestants
Il y eut de nombreux protestants à Rochechouart et dans les environs à partir du milieu du XVIe siècle. En 1559, le culte était ainsi célébré publiquement à Rochechouart « où s'est fondée l'église la plus florissante » du Limousin, avec 1 500 fidèles.
La foi réformée gagna toutes les couches de la population, y compris la noblesse.
Selon les périodes, les vicomtes persécutèrent ou intimidèrent les protestants. Dans la plaine de Mariau (à côté de Massignac), des échauffourées  opposèrent ainsi les protestants de la ville aux troupes du vicomte Louis (qui régna de 1566 à 1604).
Les protestants construisirent ou affectèrent un local à l'usage de temple en 1639, en remplacement de la célébration du culte dans les maisons des fidèles, ou dans la maison de ville. Son emplacement n'est pas connu.
Mais il n'y eut pas toujours en permanence des pasteurs à Rochechouart. Après la mort du pasteur Barthe en 1653, l'Église réformée déclina, faute de pasteurs résidents. Après 1679, les protestants n'eurent plus le droit d'exercer certaines fonctions (médecin, chirurgien, juge, notaire...). En 1681, l'intendant de la généralité de Poitiers, Louis de Marillac, hostile aux réformés, prescrit un état de ceux qui assistent au culte : 41 personnes sont mentionnées, à la date du 26 août. Il s'ensuivra de nombreuses abjurations. En 1684, les protestants ne peuvent déjà plus être enterrés dans le cimetière paroissial de Bosmoussou (droit accordé en 1629, conformément à l'édit de Nantes mais avec retard).
La révocation de l'Édit de Nantes donna le coup de grâce. En 1744, le 4e synode du désert mentionne encore 240 fidèles pour Rochechouart. La dernière abjuration de la foi réformée eut lieu en 1775 à Biennac. Il n'y eut plus alors de protestants déclarés dans les environs.
(d'après Octave Marquet « documents historiques sur Rochechouart et Biennac », Adrien Grézillier « histoire de Rochechouart, des origines à la Révolution »).

### Seconde guerre mondiale
En 1939, Rochechouart accueille des réfugiés alsaciens de Schiltigheim, évacués car trop proche d'un éventuel front. À partir de l'été 1940, ils rentreront dans une Alsace annexée au Troisième Reich.
Le 10 juillet 1940, Léon Roche, député SFIO de l'arrondissement de Rochechouart, sera le seul député de la Haute-Vienne à ne pas voter les pleins pouvoirs au Maréchal Philippe Pétain. Il rejoindra la résistance dès 1941.
Pendant les années 1940-1941, Léon Pagnoux, agriculteur communiste membre de l'Organisation spéciale, distribue à bicyclette des tracts dans la région de Rochechouart. Il est arrêté, interné au camp de Saint-Paul puis à la prison de Nontron.
Pendant l'été 1943, les deux botteleuses du ravitaillement général stationnées à la gare de Rochechouart (où les paysans devaient apporter le fourrage réquisitionné à destination de l'Allemagne) sont détruites de nuit.
Le 31 mai 1944, les résistants FTPF de la forêt de Rochechouart plastiquent la gendarmerie de Chabanais, pour capturer l'adjudant qui avait livré quatre résistants à la Gestapo, puis ils font dérailler un train devant la gare. Des allemands (4 Wehrmacht et 3 SS) sont aussi capturés. Le lendemain 1er juin, les SS attaquent le pc des résistants de la forêt de Rochechouart, qui est détruit. Les résistants se scindent alors en deux groupes : l'un rejoint Pressignac et l'autre la région de Blond.
Les 9 et 10 juin 1944, un détachement du régiment SS "Der Führer" de la 2e division SS Das Reich, qui a comme commandant Heinz Lammerding mais le régiment est sous les ordres de Adolf Diekmann en provenance de la région de Montauban, stationne à Rochechouart et à Saint-Junien. Les SS commettent des intimidations sur la population pour connaître les noms des résistants, en vain. Dans l'après-midi du 10 juin, depuis la terrasse de la promenade du château, les SS tirent au hasard sur les passants en contrebas. Mme Brousse, 67 ans est tuée, il y aura des blessés. M Raymond Proust, le maire, obtient de l'officier SS l'arrêt des tirs. Dans la soirée, la troupe SS rejoindra l'unité basée à Saint-Junien et son chef Adolf Diekmann pour rallier le front de Normandie. Ce même 10 juin, dans l'après-midi, des SS du régiment Der Führer massacreront les 643 habitants d'Oradour-sur-Glane.
Le 14 juillet 1944, la ville est officiellement libérée et les résistants défilent. Le magasin d'un commerçant favorable à la collaboration sera saccagé les jours suivants.

### Passé ferroviaire de la ville
|  |  |  |

De 1880 à 1996, la commune de Rochechouart a été traversée par la ligne de chemin de fer de Saillat-sur-Vienne à Bussière-Galant, qui, venant de Saillat-sur-Vienne se dirigeait ensuite vers la gare de Saint-Auvent.

A l'époque où le chemin de fer était le moyen de déplacement le plus pratique, cette ligne connaissait un important trafic de passagers et de marchandises. 
	
Avec l'amélioration des routes et le développement du transport automobile, le trafic ferroviaire a périclité et la ligne a été fermée en aux voyageurs en 1940. Le trafic de marchandises a continué jusqu'en 1996 date à laquelle la ligne a été déclassée. Quelques tronçons de l'ancienne ligne subsistent encore de nos jours utilisés comme sentier de randonnée et surtout par le Vélorail de Bussière-Galant à Châlus.
La gare de marchandises est rénovée pour la médiathèque et la cyber-base de la commune. Plus tard, la gare des voyageurs a été rénovée pour accueillir un pôle socio-culturel comprenant une école de musique et des salles communales. Ces rénovations ont permis de donner une seconde vie à ces lieux emblématiques de la cité.

### XXeetXXIesiècles
En 2022, Emmanuel Macron annonce le rétablissement de cinq sous-préfectures qui avaient été jumelées à une autre dans le cadre de la révision générale des politiques publiques en 2008, parmi lesquelles figurent Rochechouart. La nomination d'un nouveau sous-préfet, attendue pour fin 2022, intervient finalement au printemps 2023, après quinze ans d'interruption.

### Héraldique
La devise de Rochechouart est Ante mare, undae (Avant la mer, les ondes).
|  | Les armes de la commune de Rochechouart se blasonnent ainsi (armes de la maison de Rochechouart, utilisées de façon séculaire par la ville de Rochechouart) : Fascé ondé d'argent et de gueules de six pièces. (Malte-Brun, La France illustrée, tome V, 1884) |

## Politique et administration

### Les six dernières élections locales à Rochechouart

#### Année 2014
- Élections municipales de 2014 : Tous les sièges ont été pourvus dès le premier tour par la liste conduite par Jean-Marie Rougier (UG) avec 100,00% (1271 voix) avec 27 sièges attribués.

#### Année 2015
- Élections départementales de 2015 (page) : Après le premier tour, trois binômes se retrouvent en lice pour le second tour. Arrivé en tête, le binôme de M. Yves Raymondaud et de Mme Jocelyne Rejasse (PS) avec 29,16 % (2155 voix) puis le binôme de M. Guy Baudrier et de Mme Hélène Tricard (Front de Gauche) avec 27,47 % (2030 voix) et enfin le binôme de M. Bruno Descubes et de Mme Dominique Sauget (Divers Droite) avec 22,70 % (1678 voix). Pendant l'entre-deux-tours, le binôme du Front de Gauche se retire.
- Au second tour, M. Yves Raymondaud et Mme Jocelyne Réjasse (PS) gagnent cette élection avec 58,65 % soit 3861 voix. Le binôme de M. Bruno Descubes et de Mme Dominique Sauget (Divers Droite) obtiennent 41,35 % soit 2722 voix.
- Élections régionales de 2015 (page) : Après le premier tour, trois listes se retrouvent en lice pour le second tour. Arrivée en tête, la liste d'Alain Rousset (UG) avec 27,67 % (407 voix) puis la liste de Virginie Calmels (UD) avec 25,02% (368 voix) et enfin la liste de Jacques Colombier (FN) avec 23,11 % (340 voix).
- Au second tour, la liste d'Alain Rousset (UG) gagne cette élection avec 700 voix soit 43,21 %, la liste de Virginie Calmels obtient 562 voix soit 34,69% et la liste de Jacques Colombier obtient 358 voix soit 22,10%.

#### Année 2020
- Élections municipales de 2020 : Tous les sièges ont été pourvus dès le premier tour par la liste conduite par Anne Marie ALMOSTER RODRIGUES (Liste Union Gauche) avec 100% (880 voix) avec 27 sièges attribués. Ce premier tour des élections municipales s'est déroulé dans le contexte de la crise sanitaire de la Covid-19, il en a découlé un taux de participation de seulement 40% pour la ville de Rochechouart.

#### Année 2021
- Élections départementales de 2021 (page) : Après le premier tour, deux binômes se retrouvent en lice pour le second tour (seul le binôme PS a atteint les 12,5% des inscrits). Arrivé en tête, le binôme de M. Yves RAYMONDAUD et de Mme Anne Marie ALMOSTER RODRIGUES (PS-Union de la Gauche) avec 49,01 % (2389 voix) puis le binôme de M. Jean-Philippe VERGNE et de Mme Vanessa LANNETTE (LR-DVD) avec 21,37 % (1042 voix). Il en a découlé un taux de participation de seulement 38% pour la ville de Rochechouart.
- Au second tour, Mme Anne Marie ALMOSTER RODRIGUES (Maire de Rochechouart) et M. Yves RAYMONDAUD (PS) gagnent cette élection avec 67,4 % soit 3201 voix. Le binôme de M. Jean-Philippe VERGNE et de Mme Vanessa LANNETTE (LR-DVD) obtient 32,6 % soit 1552 voix. Il en a découlé un taux de participation de seulement 41,41% pour la ville de Rochechouart.
- Élections régionales de 2021 (page) : Après le premier tour, cinq listes se retrouvent en lice pour le second tour (au niveau régional). Arrivée en tête, la liste d'Alain ROUSSET (PS) avec 37,90 % (368 voix) puis la liste d' Edwige DIAZ (RN) avec 20,08% (195 voix) puis la liste de Nicolas FLORIAN (LR) avec 9,99% (97 voix) puis la liste de Geneviève DARRIEUSSECQ (LREM) avec 9,89% (96 voix) et enfin la liste de Nicolas THIERRY (EELV) avec 8,14% (79 voix). Il en a découlé un taux de participation de seulement 38% pour la ville de Rochechouart.
- Au second tour, sans alliance ni fusion, la liste d'Alain ROUSSET (PS) gagne cette élection avec 478 voix soit 49,48 %, la liste d'Edwige DIAZ (RN) obtient 187 voix soit 19,36%, la liste de Nicolas FLORIAN (LR) obtient 112 voix soit 11,59%, la liste de Nicolas THIERRY obtient 105 voix soit 10,87% et la liste de Geneviève DARRIEUSSECQ (LREM) obtient 84 voix soit 8,70%. Il en a découlé un taux de participation de seulement 41,41% pour la ville de Rochechouart.

### Jumelages
- Oettingen (Allemagne), voir Oettingen (de).

### Politique environnementale
La ville possède un Agenda 21. En 2018, elle lance le projet #Destination2030.
Cinq espèces sont protégées dans la forêt de Rochechouart : le sonneur à ventre jaune, le grand rhinolophe, la fauvette pitchou, le locustelle tachetée et l'engoulevent d'Europe.
La commune a été récompensée par le label "Villes et Villages étoilés" avec 2 étoiles, ce niveau permet de mettre en lumière les différentes actions de la ville. Dans son palmarès 2025, le Conseil national de villes et villages fleuris de France a attribué "trois fleurs" à la commune.

## Population et société

### Démographie

#### Évolution démographique
L'évolution du nombre d'habitants est connue à travers les recensements de la population effectués dans la commune depuis 1793. Pour les communes de moins de 10 000 habitants, une enquête de recensement portant sur toute la population est réalisée tous les cinq ans, les populations de référence des années intermédiaires étant quant à elles estimées par interpolation ou extrapolation. Pour la commune, le premier recensement exhaustif entrant dans le cadre du nouveau dispositif a été réalisé en 2006.

En 2022, la commune comptait 3 637 habitants, en évolution de −3,81 % par rapport à 2016 (Haute-Vienne : −0,68 %, France hors Mayotte : +2,11 %).
| 1793  | 1800  | 1806  | 1821  | 1831  | 1836  | 1841  | 1846  | 1851  |
| ----- | ----- | ----- | ----- | ----- | ----- | ----- | ----- | ----- |
| 1 642 | 1 275 | 3 649 | 3 905 | 3 996 | 4 123 | 4 185 | 4 415 | 4 198 |

| 1856  | 1861  | 1866  | 1872  | 1876  | 1881  | 1886  | 1891  | 1896  |
| ----- | ----- | ----- | ----- | ----- | ----- | ----- | ----- | ----- |
| 4 248 | 4 194 | 4 261 | 4 159 | 4 084 | 4 284 | 4 327 | 4 506 | 4 510 |

| 1901  | 1906  | 1911  | 1921  | 1926  | 1931  | 1936  | 1946  | 1954  |
| ----- | ----- | ----- | ----- | ----- | ----- | ----- | ----- | ----- |
| 4 202 | 4 464 | 4 559 | 4 092 | 4 048 | 4 039 | 4 060 | 4 104 | 3 952 |

| 1962  | 1968  | 1975  | 1982  | 1990  | 1999  | 2006  | 2011  | 2016  |
| ----- | ----- | ----- | ----- | ----- | ----- | ----- | ----- | ----- |
| 4 093 | 4 059 | 4 196 | 4 053 | 3 985 | 3 667 | 3 808 | 3 778 | 3 781 |

| 2021  | 2022  | - | - | - | - | - | - | - |
| ----- | ----- | - | - | - | - | - | - | - |
| 3 681 | 3 637 | - | - | - | - | - | - | - |

Rochechouart a absorbé Biennac en 1805, qui avait 1 519 habitants en 1800.

#### Pyramide des âges
La population de la commune est relativement âgée.
En 2018, le taux de personnes d'un âge inférieur à 30 ans s'élève à 25,4 %, soit en dessous de la moyenne départementale (32,0 %). À l'inverse, le taux de personnes d'âge supérieur à 60 ans est de 40,3 % la même année, alors qu'il est de 31,4 % au niveau départemental.
En 2018, la commune comptait 1 778 hommes pour 1 990 femmes, soit un taux de 52,81 % de femmes, légèrement supérieur au taux départemental (52,37 %).
Les pyramides des âges de la commune et du département s'établissent comme suit.
| Hommes | Classe d’âge | Femmes |
| ------ | ------------ | ------ |
| 1,5    | 90 ou +      | 4,3    |
| 13,2   | 75-89 ans    | 17,2   |
| 23,1   | 60-74 ans    | 21,1   |
| 20,8   | 45-59 ans    | 19,0   |
| 14,1   | 30-44 ans    | 14,8   |
| 12,4   | 15-29 ans    | 10,9   |
| 14,9   | 0-14 ans     | 12,8   |

| Hommes | Classe d’âge | Femmes |
| ------ | ------------ | ------ |
| 1,1    | 90 ou +      | 2,7    |
| 8,9    | 75-89 ans    | 11,8   |
| 19,6   | 60-74 ans    | 20,2   |
| 20,2   | 45-59 ans    | 19,3   |
| 16,9   | 30-44 ans    | 15,8   |
| 17,2   | 15-29 ans    | 16,2   |
| 16,1   | 0-14 ans     | 14,1   |

## Économie
Les « Établissements Faure », fabricant de chaussures de luxe et de « DS Smith Packaging » (anciens Ets Nicollet), fabrication d'emballage et conditionnement en cartons, sont installés dans la commune.

### Transports
La ville avait une gare ferroviaire sur l'ancienne ligne Saillat-sur-Vienne - Bussière-Galant.
La ville est parcourue par plusieurs arrêts de bus. (Région Nouvelle-Aquitaine, RRTHV)

## Équipements et services
En 2010, la commune de Rochechouart a été récompensée par le label « Ville Internet @@ ».
En 2020, la commune de Rochechouart a été récompensée par le label "Villes et Villages étoilés" avec 2 étoiles, ce niveau permet de mettre en lumière les différentes actions de la ville.
En 2021, la commune de Rochechouart reçoit une étoile au Guide Vert Michelin ce qu'il signifie qu'elle est "Intéressante" à visiter.
Dans son palmarès 2025, le Conseil national de villes et villages fleuris de France a attribué "trois fleurs" à la commune.

### Enseignement
Rochechouart fait partie de l'Académie de Limoges.
Rochechouart dispose d'une crèche, d'une école maternelle au nom de Jacques Prévert (rénovée), d'une école primaire au nom d'Hubert Reeves.
Le collège Simone Veil où sont inscrits environ 350 élèves reçoit des élèves de localités des alentours.

### Médias
La radio locale Kaolin FM émet sur 88.9 MHz depuis le studio-radio de Rochechouart.

### Santé
La ville dispose d'une pharmacie et de plusieurs médecins généralistes; elle dispose aussi d'ostéopathes, de kinésithérapeutes, d'infirmières et de podologues
Une Maison Pluridisciplinaire de Santé a été construite récemment et permet d'y accueillir de nombreux professions de santé de la commune.
La ville possède également un EHPAD public (dit EHPAD du Château) mais aussi un EHPAD privé associatif de la Croix-Rouge. Ce dernier, anciennement nommé "Résidence du Châtenet" fut abandonné au profit d'un nouvel EHPAD construit sur la ville et prénommé "Chabatz d’Entrar". Il fut inauguré au début de l'année 2025.

## Culture et Sport

### Activités culturelles
La ville de Rochechouart a engagé plusieurs projets de réhabilitation et de développement d’infrastructures culturelles, sportives et numériques.
L’ancienne gare de marchandises a été transformée en médiathèque et en Espace Public Numérique, visant à offrir aux habitants un accès à la culture et aux technologies numériques,.
Dans le domaine sportif, la ville dispose d’un gymnase et de plusieurs clubs sportifs, tels que ceux de judo, handball, cyclisme, randonnée et VTT. Deux city-stades (terrains multisports) ont été aménagés autour d’un complexe d’athlétisme, renforçant l’offre pour les pratiquants d’activités sportives et pour les jeunes (scolaires comme amateurs).
La réhabilitation de l’ancienne gare (partie voyageurs) a également permis la création d’une école de musique et d’un pôle socio-culturel, en partenariat avec la communauté de communes du Pays de la Météorite (devenu la com-com POL).
La ville accueille également un musée d'Art Contemporain construit au sein du château de la cité par le Conseil Départemental de la Haute-Vienne. Le musée de Rochechouart se distingue par son dialogue entre art contemporain et patrimoine historique. Il abrite une collection de plus de 1300 œuvres, enrichie par le fonds d’archives de Raoul Hausmann, qui est le plus grand fonds français, de cette figure du mouvement dada, réfugié à Limoges. De plus, il est reconnu Musée de France et reçoit en 2021 une étoile au Guide Vert Michelin.
Chaque année, le festival Labyrinthe de la Voix est organisé dans les allées du château par l'association éponyme. On a pu y voir des grands noms de la scène française comme internationale avec : Caravan Palace, Tri Yann, La Rue Kétanou, Manau, Les Voix Basques, Trois Cafés Gourmands, etc.

### Clubs sportifs
Rochechouart dispose de plusieurs clubs sportifs comme :
- ROC-ASSJ HB 87 (Handball) qui a son équipe féminine qui évolue en Championnat de France féminin de handball de deuxième division (D2) depuis la saison 2020-2021[62].
- Rochechouart Olympique Club (Football)[63]
- Roc Cyclo Rochechouart (Cyclisme)

De 1987 à 2001 (année de la dernière édition), Rochechouart accueillit la course cycliste "le Bol d'Or des Amateurs", créée à Videix en 1978. Le tracé empruntait la côte du château (à 16 %). En juillet 2012, le championnat de France Ufolep de cyclisme sur route est organisé à Rochechouart.

## Personnalités liées à la commune

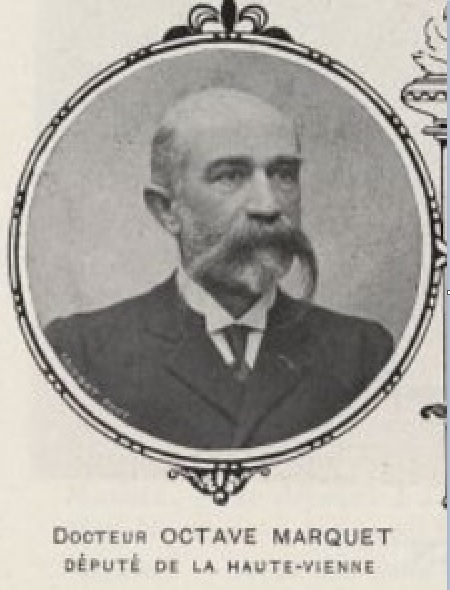
docteur octave Marquet (charles, andré, jean baptiste dit) (image « BIU Santé (Paris) »)

- [66] docteur octave Marquet (charles, andré, jean baptiste dit) (image « BIU Santé (Paris) »)Simon de Cramaud (mort en 1423), cardinal, archevêque de Poitiers et patriarche d'Alexandrie, né à Cramaud près de Rochechouart.
- Jean-Jacques Benoît Gonneau, homme politique né le 21 mars 1760 à Rochechouart (Haute-Vienne) et mort dans sa ville natale le 9 mai 1829.
- Pierre-Alpinien Bourdeau (1770-1845), homme politique et ministre de la justice sous Charles X, né à Rochechouart.
- Albert Goursaud (1899-1970), contre-amiral et ethnologue, auteur de La Société rurale traditionnelle en Limousin (4 volumes).
- Thierry Mutin (né en 1954) auteur-compositeur-interprète, né à Rochechouart.
- Pierre Soury-Lavergne est un homme politique français né le 19 novembre 1805 à Rochechouart et décédé le 15 mars 1882 à Rochechouart.
- Famille de Verninac, Charles de Verninac sénateur du Lot. Beau-père de Louis-Jean Malvy, ministre de l'Intérieur. Né le 18 mai 1841 à Rochechouart mort le 12 mai 1901 à Baladou (Lot).

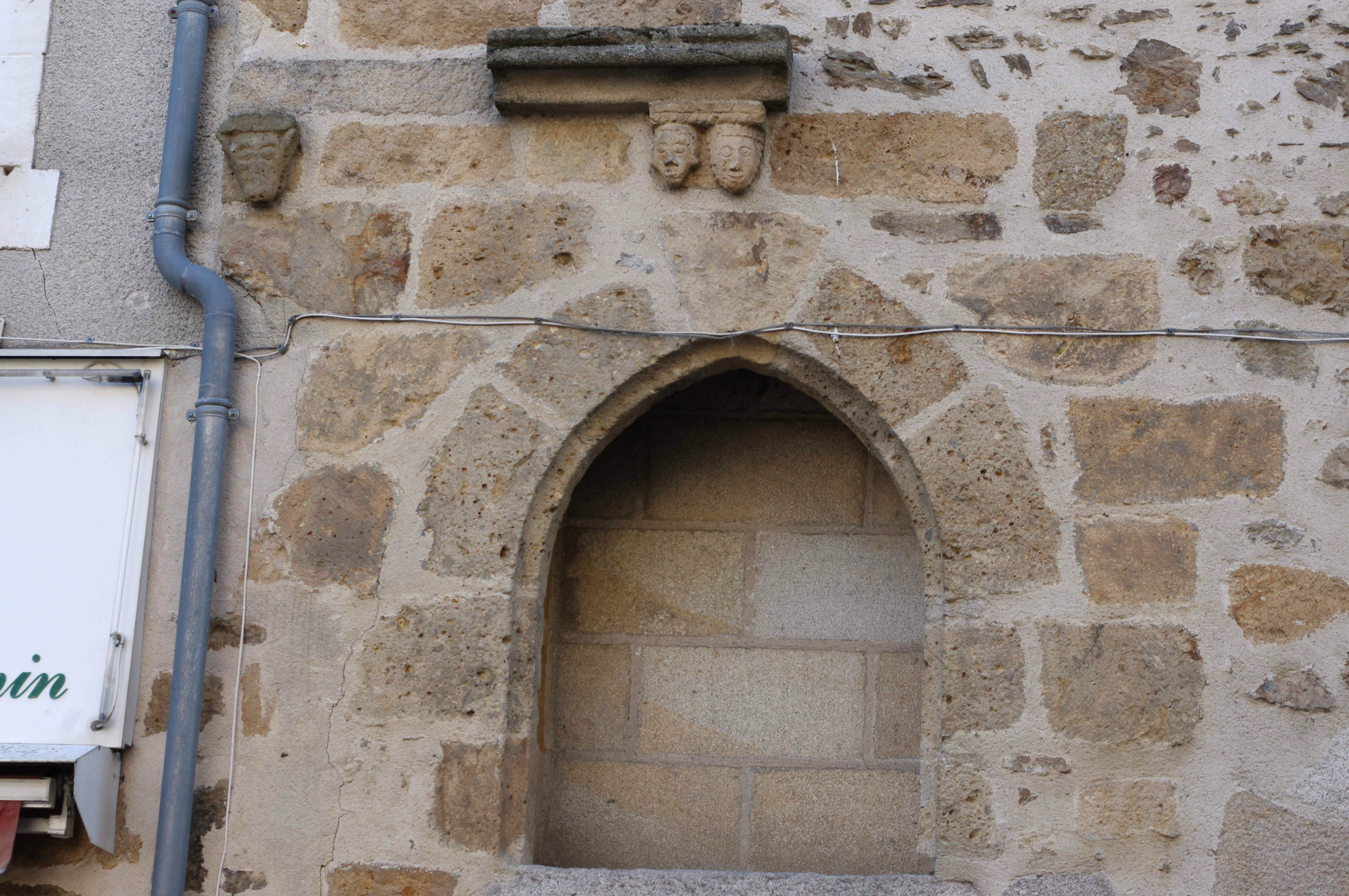
dans les rues de Rochechouart

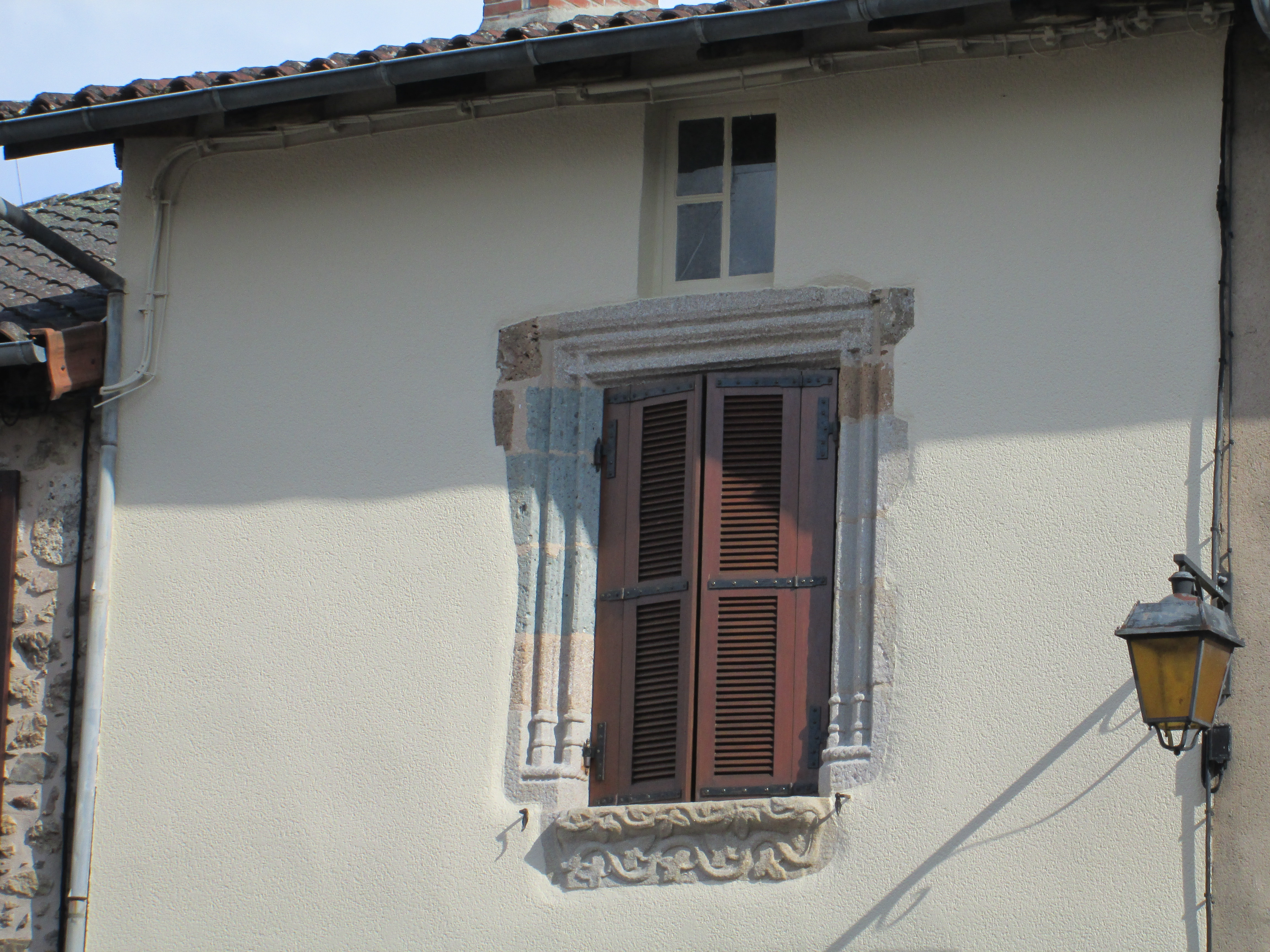
dans les rues de Rochechouart

## Lieux et monuments

### Biennac
Ancienne paroisse dont dépendait Rochechouart jusqu'à la Révolution française. L'église de Biennac sous le vocable de saint Julien de Brioude abrite le tombeau du cardinal Simon de Cramaud. Les Hospitaliers de la commanderie de Limoges (Le Palais-sur-Vienne) y percevaient des rentes attachées à leur annexe dite du Temple de Saint-Jean (Chaillac-sur-Vienne, appelée aussi annexe de Saint-Junien). L'édifice a été inscrit au titre des monuments historiques en 1949.

### ÉgliseSaint-Sauveur
Il semble que la chapelle sud de l'église a été édifiée à l'emplacement d'une chapelle construite vers 805, avant que le château n'existe. L'édifice a été inscrit au titre des monuments historiques en 1979.
L'église Saint-Sauveur date du XIe siècle. Le prieuré Saint-Sauveur est fondé par les moines de l'abbaye Saint-Sauveur de Charroux à proximité du château de Rochechouart, sur le territoire de la paroisse de Biennac en 1049.
Elle est consacrée le 11 novembre 1067 par Itier Chabot, évêque de Limoges de 1052 à 1073. Il en subsiste le portail occidental, le mur nord sur toute sa longueur, ainsi que la chapelle sur ce même côté.

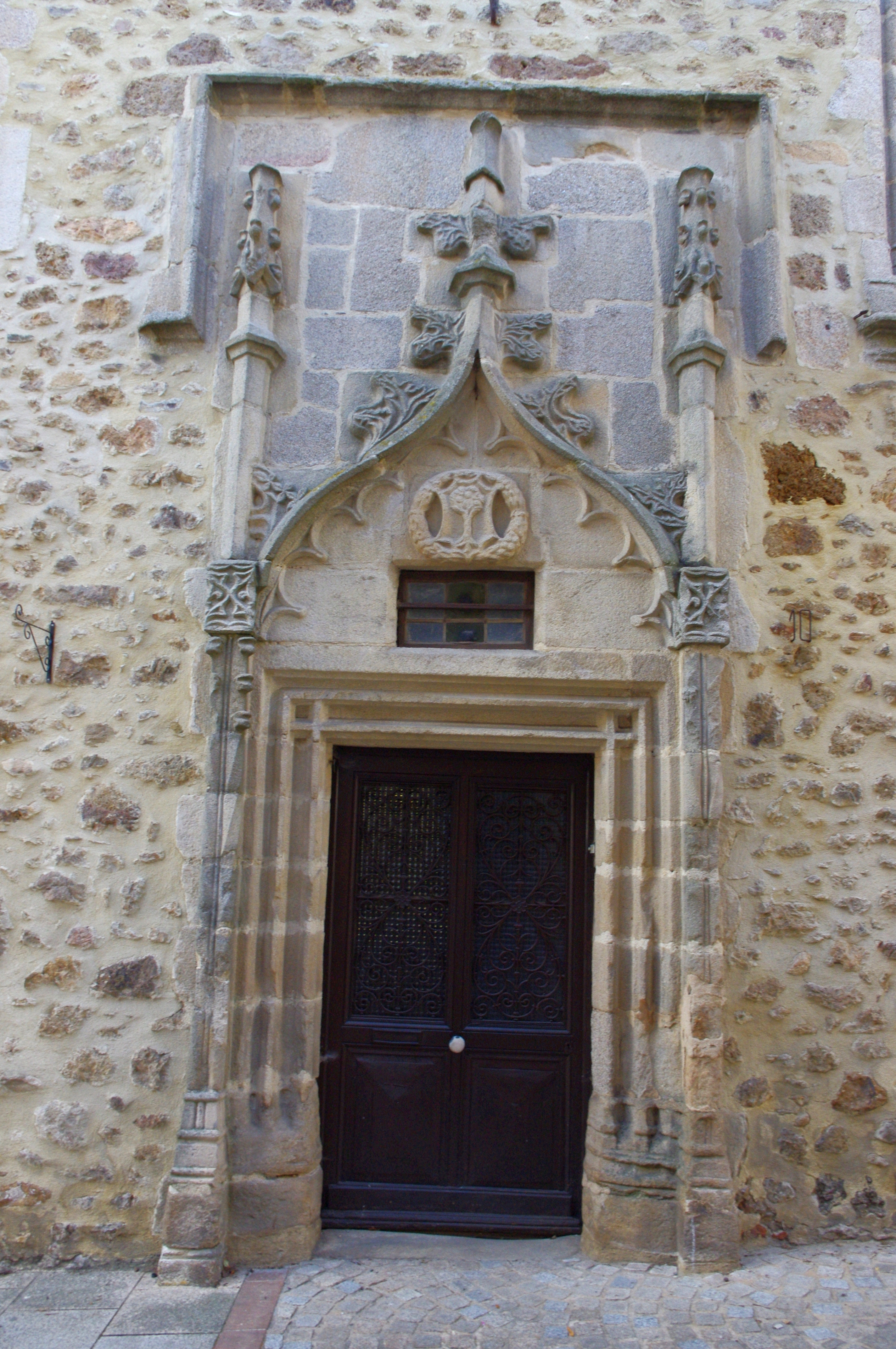
dans les rues de Rochechouart

D'importantes transformations sont faites dans le chœur et sur la façade sud, avec la construction du portail de type limousin, au XIIIe siècle.

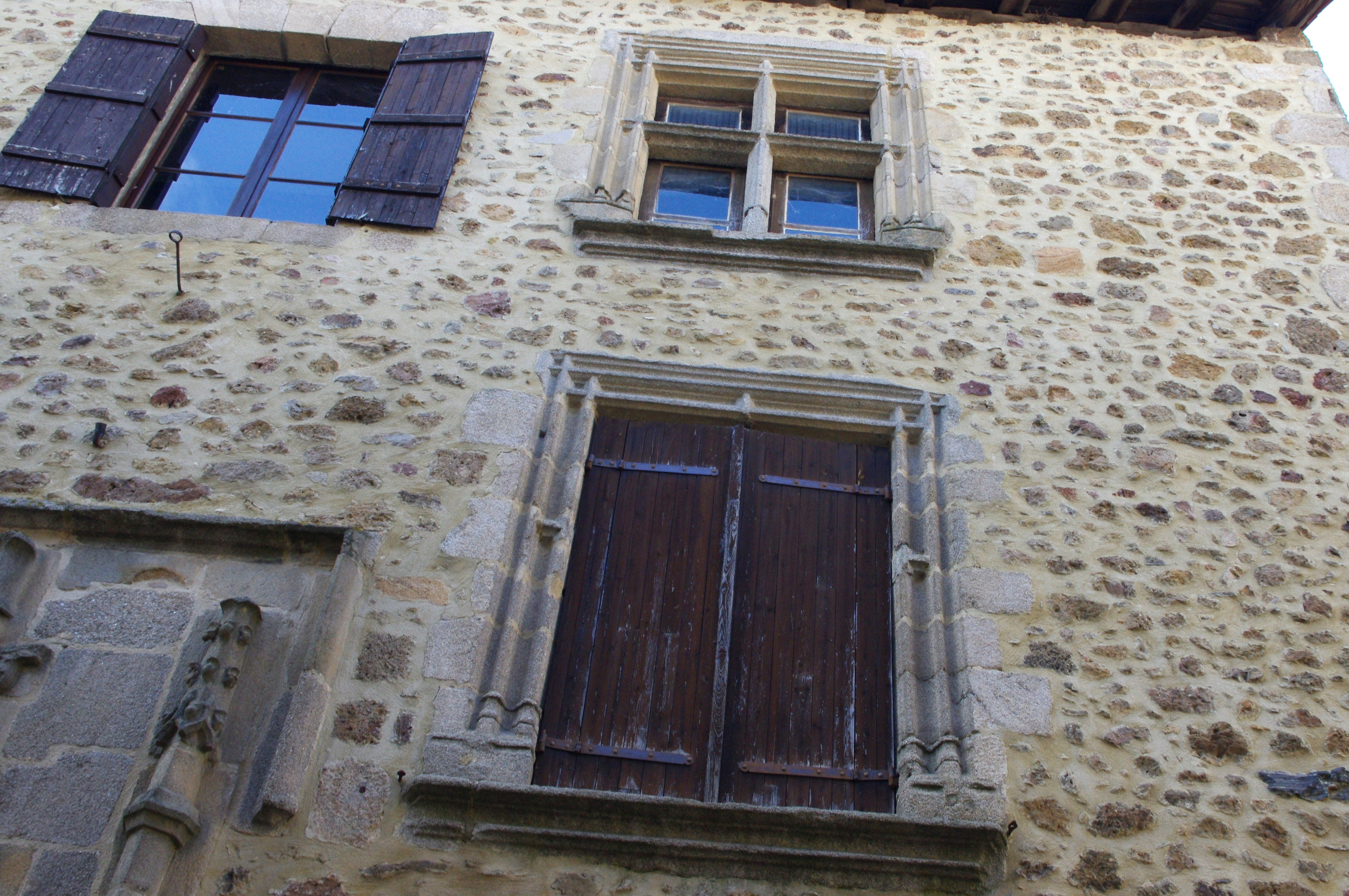
dans les rues de Rochechouart

À la fin du XIVe siècle, on construit le clocher-tour octogonal dont le massif d'appui carré occupe la première partie de la nef.

Eglise Saint-Sauveur de Rochechouart
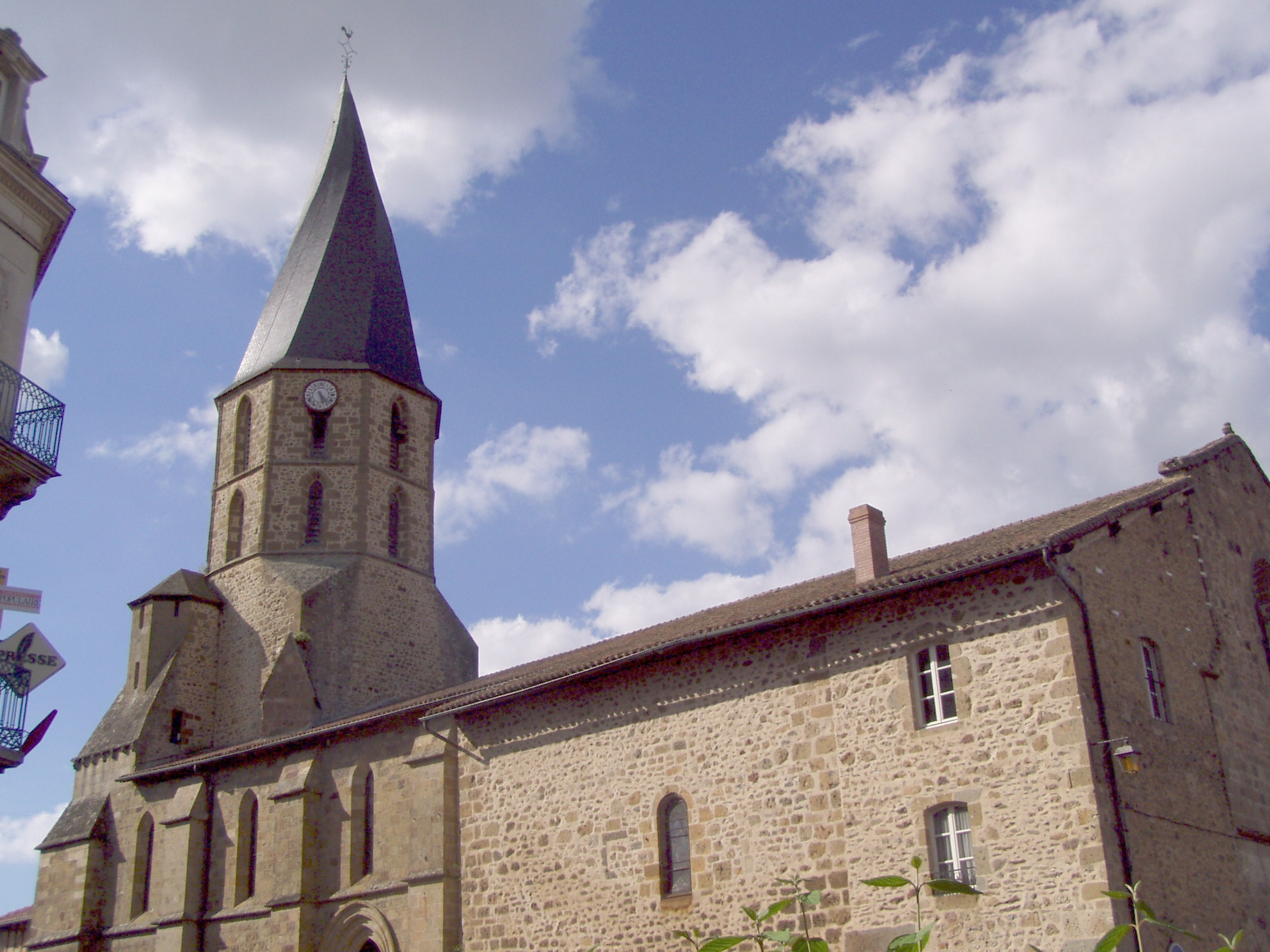
L'église Saint-Sauveur.
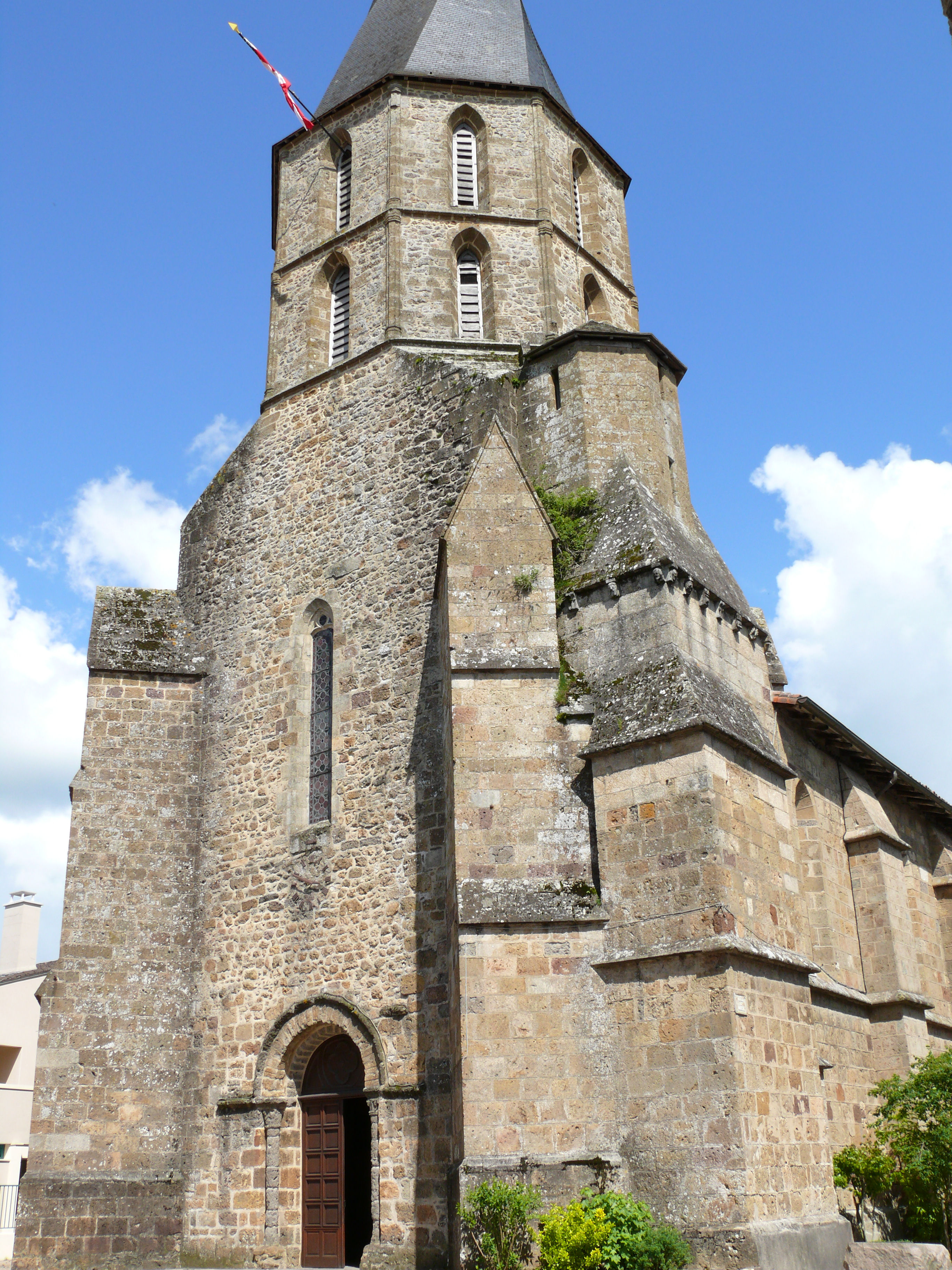
La tour-clocher.
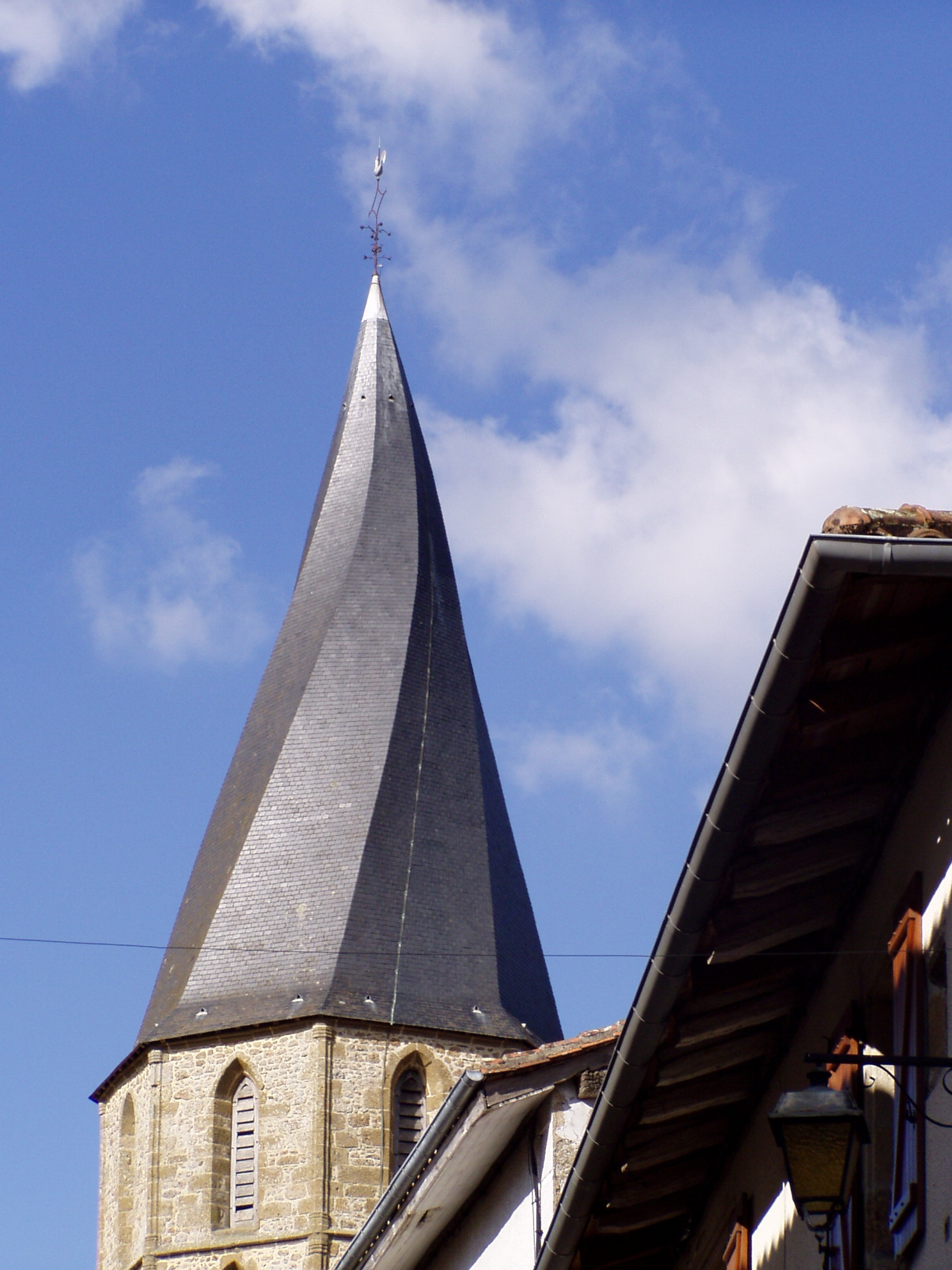
Le clocher tors.

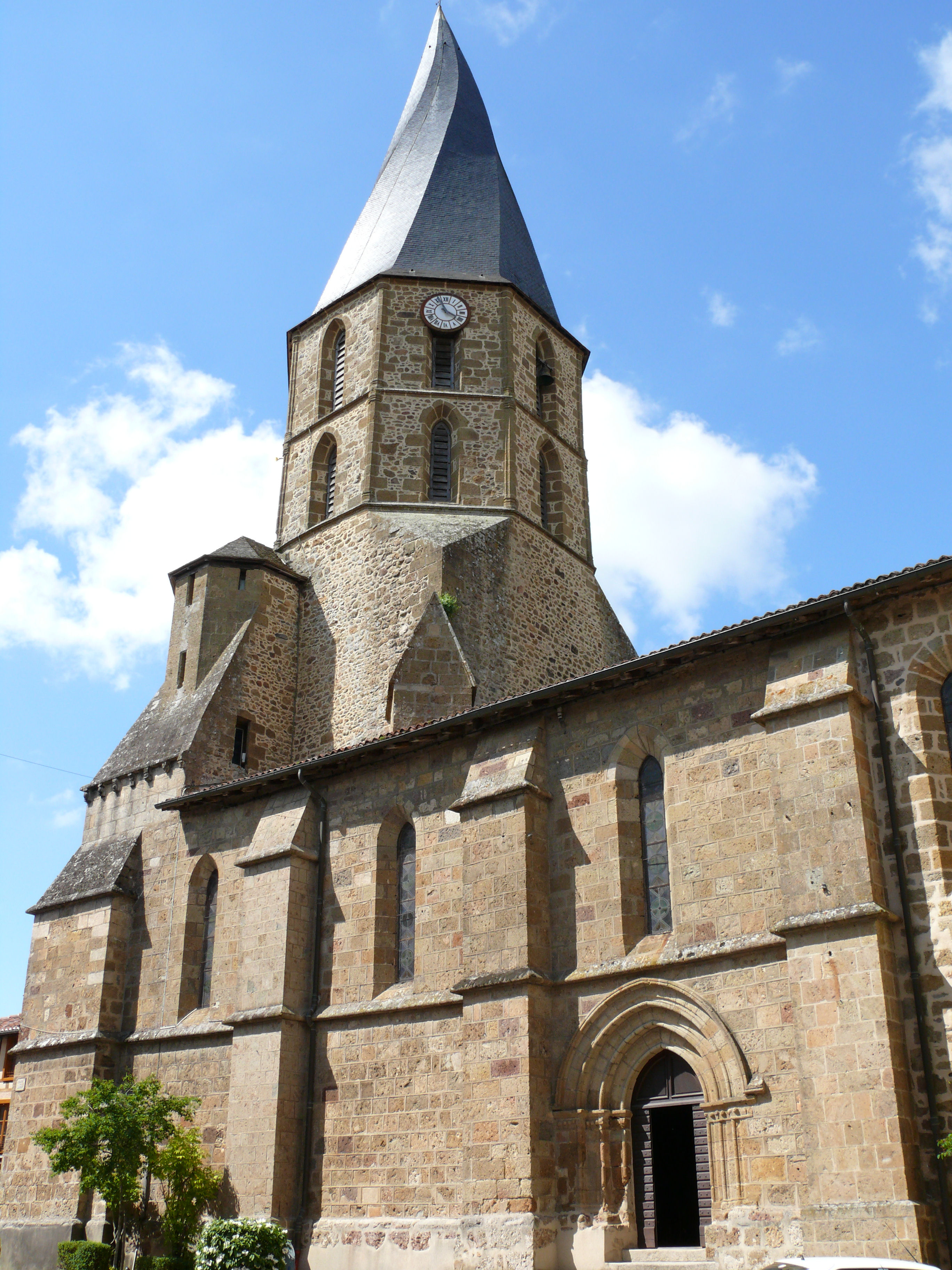
La façade sud.
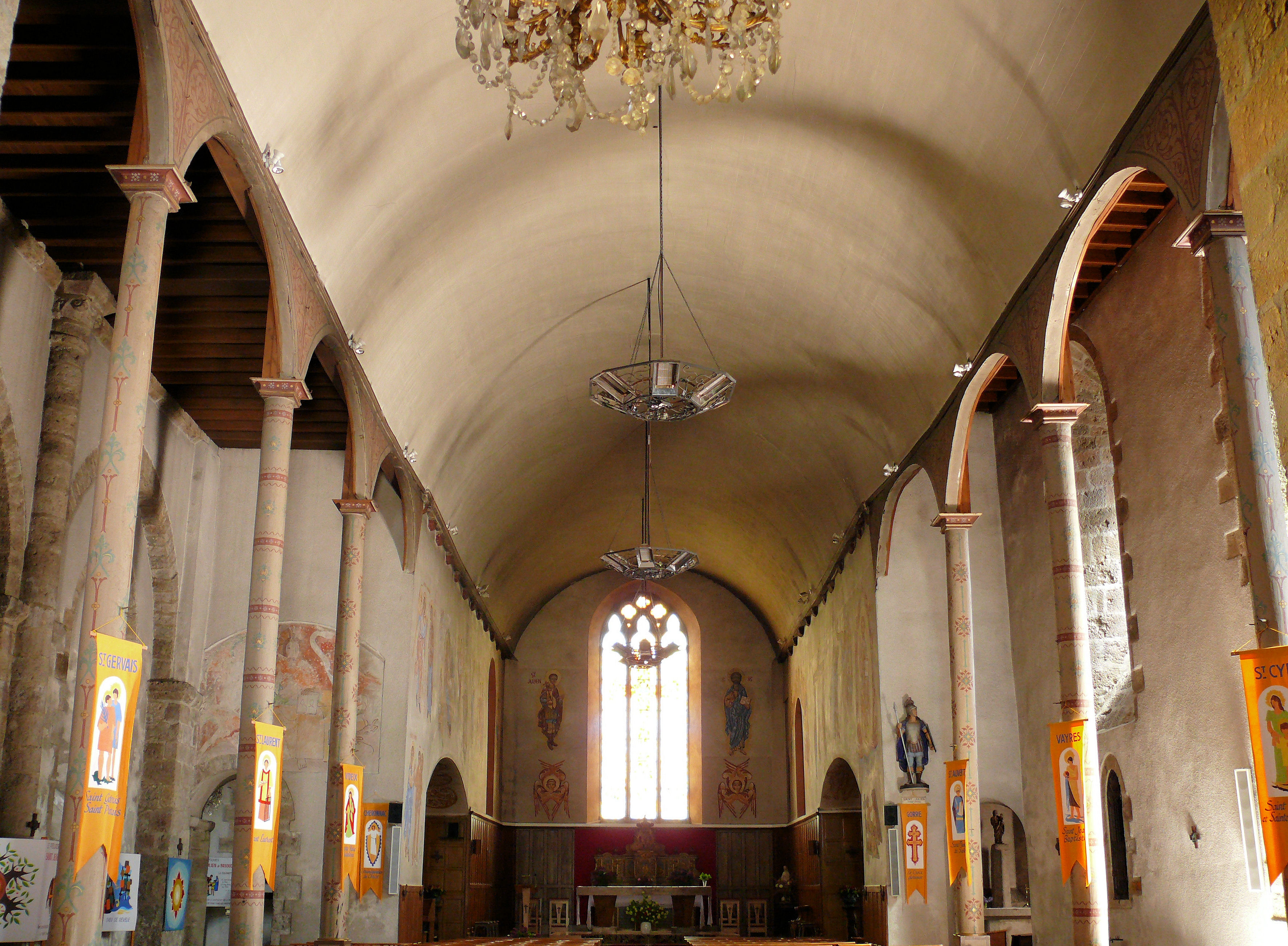
La nef avec la voûte et les poteaux du XIXe siècle.
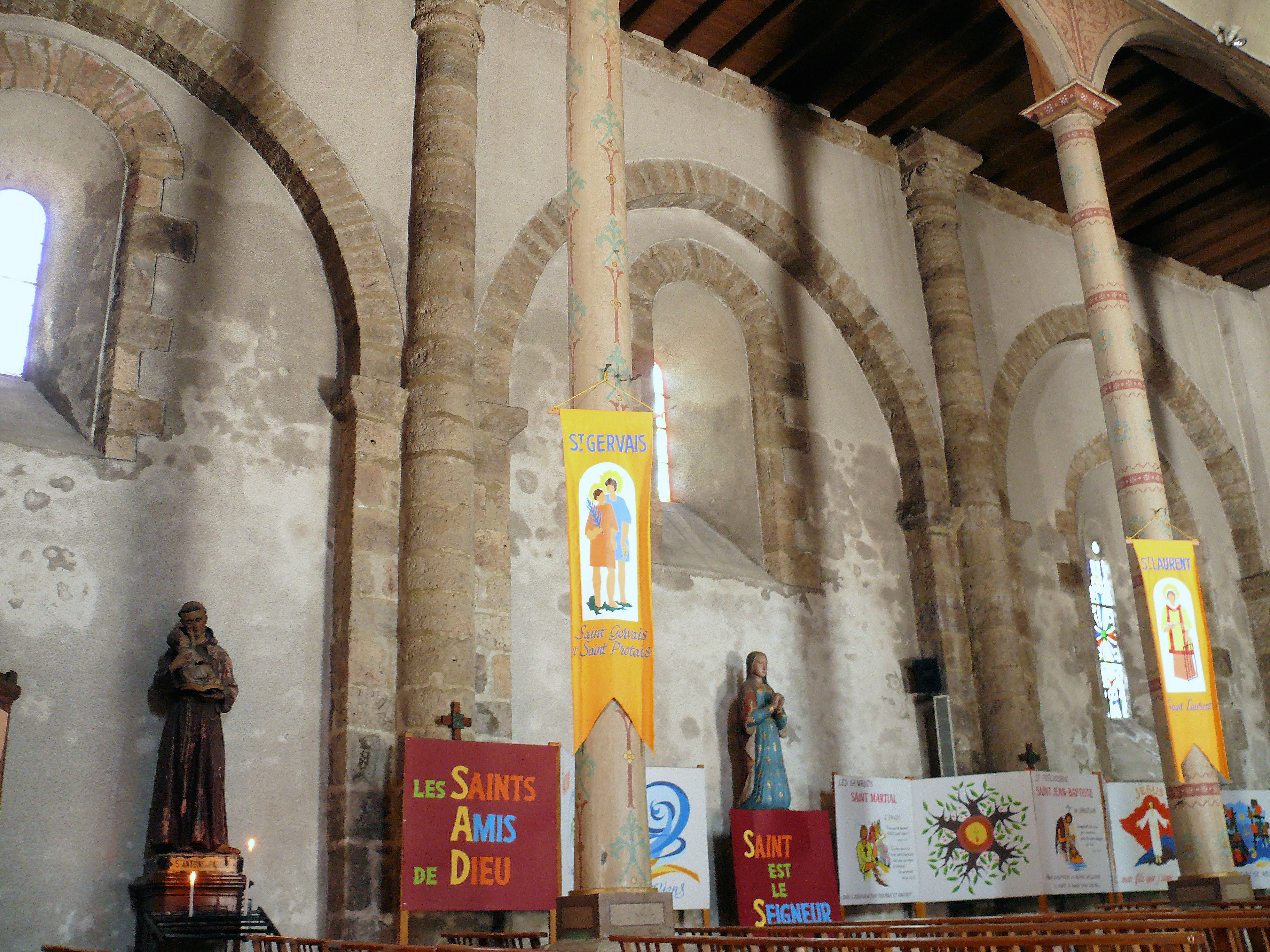
Le mur nord du XIe siècle.

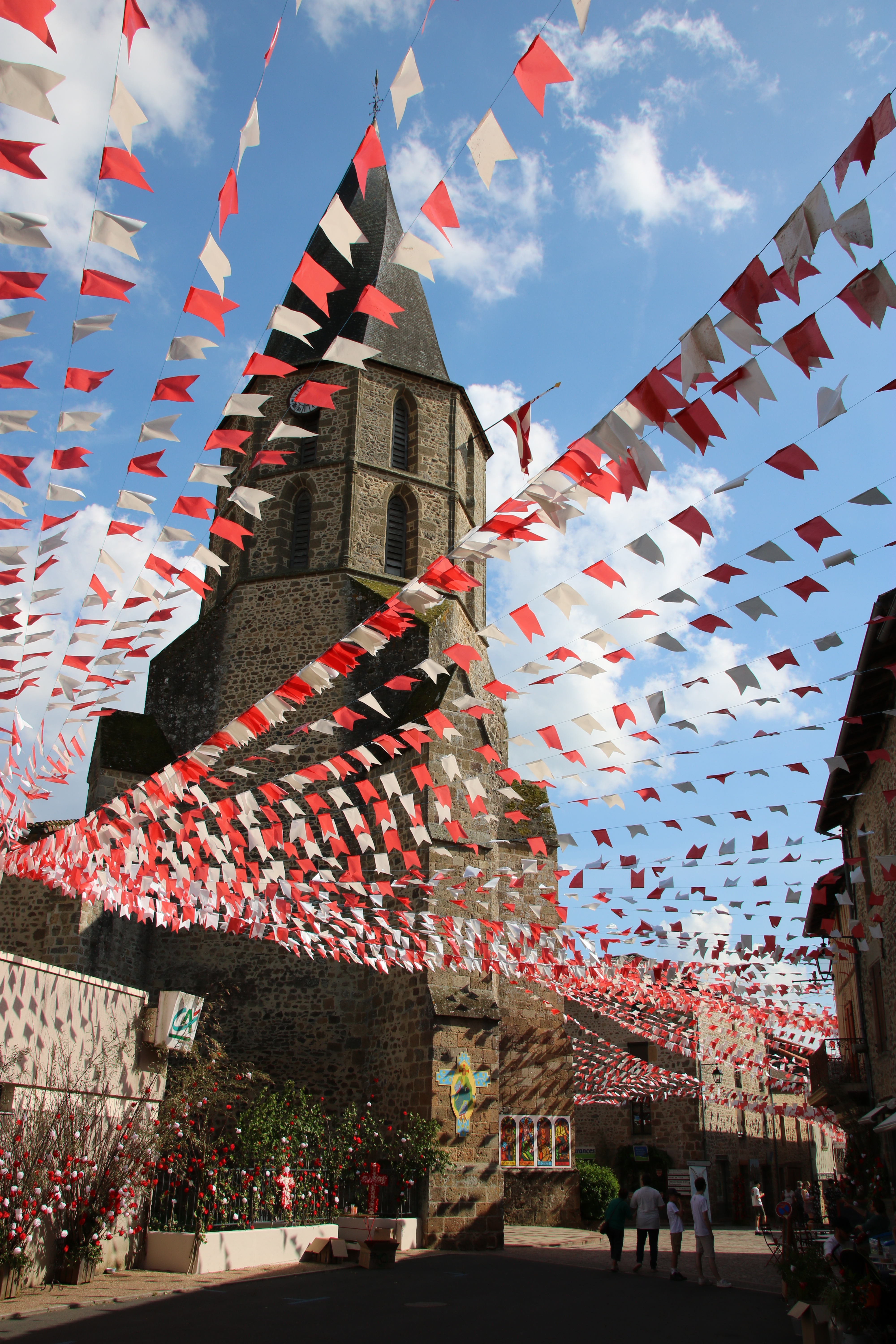
Église de Rochechouart avec son clocher-tors (Ostentions 2023)

Vers 1764 est construite la flèche par un maître-charpentier qui lui donne une forme en spirale, peut-être pour offrir une meilleure résistance au vent.
Au XIXe siècle, on réalise une fausse voûte en bois avec des poteaux pour la soutenir. Cet ajout modifie l'aspect intérieur de l'église. les travaux urbains de la même époque ont mis au jour des sarcophages, l'église étant entourée d'un cimetière au Moyen Âge. Des halles étaient adossées à l'église, jusqu'à leur destruction au XIXe siècle.
C'est une église à nef unique, à chevet plat sans transept. La base du clocher est carrée, puis il devient octogonal, et est surmonté d'une flèche torse aussi octogonale. Celle-ci tourne régulièrement de gauche à droite d'un 8e de tour. Elle a été vraisemblablement conçue torse, d'après une étude de compagnons, mais sa torsion s'est accentuée au cours des siècles.
Les bâtisseurs ont exploité les diverses couleurs et aspects de la roche de la région, dont la genèse est consécutive à l'impact d'une météorite, pour réaliser des effets décoratifs sur les divers éléments de l'église (piliers, portails...). Ainsi, la roche dite de Montoume est rouge, la roche dite de Chassenon est verte.

### Tours de l'ancienne enceinte

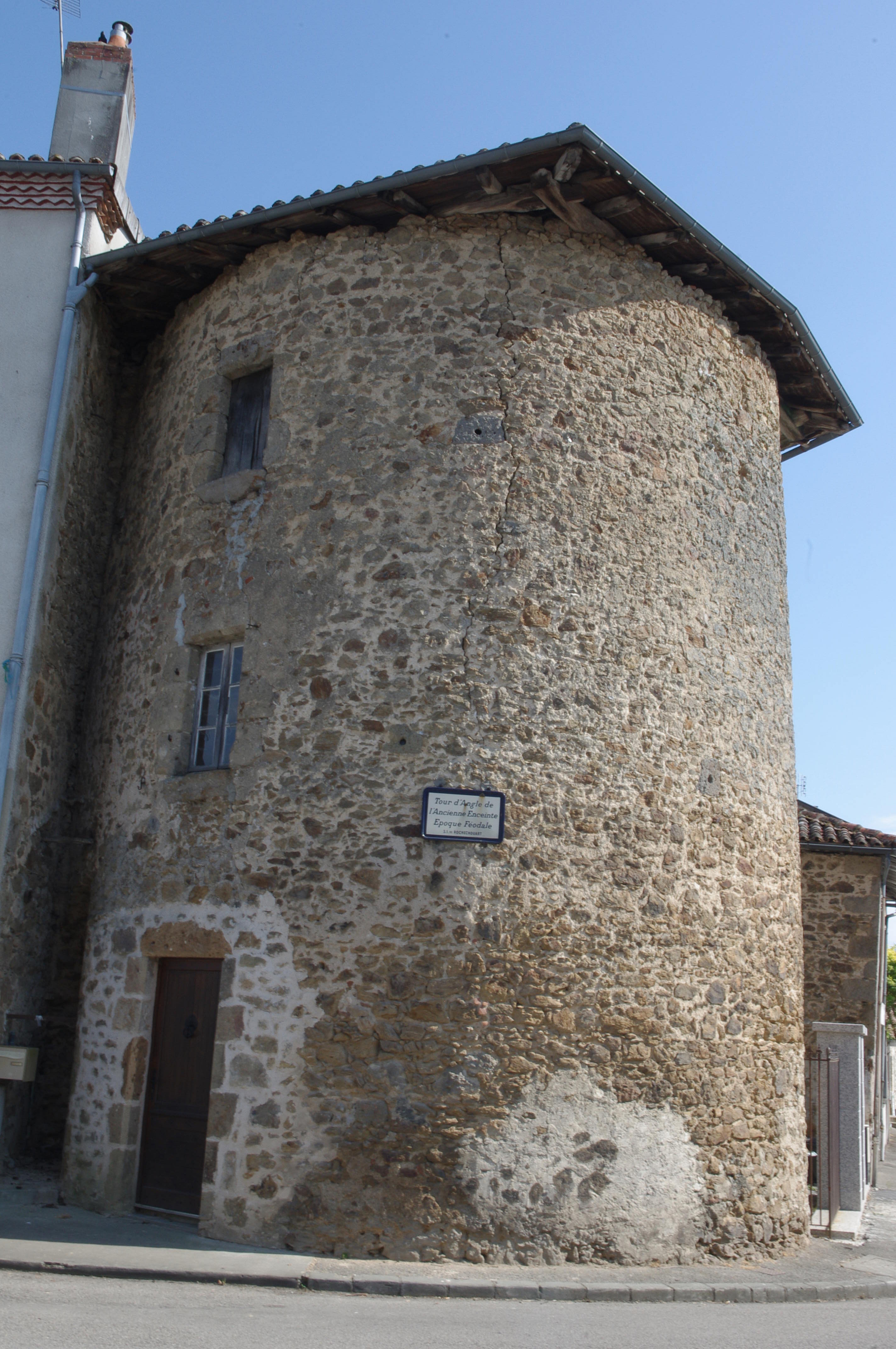
Tour d'angle de
l'ancienne enceinte.

Il reste quelques tours des fortifications du Moyen Âge qui entouraient la ville de Rochechouart. en 1776, les pierres de la muraille en ruine furent vendues aux habitants.

### Le château
Le château du XIIIe siècle, haut-lieu de la guerre de Cent Ans, abrite depuis 1984 ou 1985 un musée départemental d'art contemporain, géré par le conseil départemental de la Haute-Vienne. Le château a autrefois abrité l'hôtel de ville, la sous-préfecture et des services locaux du Conseil départemental de la Haute-Vienne ; ainsi qu'un musée d'anthropologie et d'ethnographie mis en place par la Société de Rochechouart dès 1894, appelé musée Masfrand, dont les collections sont déménagées en 1991 pour finalement arriver à la base archéologique de Chassenon en 2011.
Le musée départemental d'Art contemporain, abrité au sein du château, a reçu en 2021, une étoile au Guide Vert Michelin signe que ce lieu reste emblématique et qu'il est « intéressant ».

### La météorite de Rochechouart
- L'événement catastrophique a frappé la région il y a environ 207 millions d'années.
- La Maison de la Réserve - Espace Météorite Paul Pellas retrace toute l'histoire de cet évènement.
- De nombreux chercheurs étudient ce phénomène, grâce à des carottages dans le sol de l'Astroblème Rochechouart-Chassenon. Depuis 2018, un CIRIR[76] (Center for International Research & Restitution on Impacts and on Rochechouart / Centre International de Recherche & de Restitution sur les Impacts et sur Rochechouart) a été créé pour mettre en réseau de nombreux chercheurs et scientifiques pour l'étude de la météorite de Rochechouart et de ses impactites.

### Patrimoine naturel
- La forêt de Rochechouart est une Zone naturelle d'intérêt écologique, faunistique et floristique (ZNIEFF) de type 1. D'une surface de 559,93 hectares, elle s'étend partiellement sur la commune de Saint-Auvent. L'intérêt de cette forêt réside dans l'ancienneté de ses boisements de feuillus d'une part et d'autre part la présence de landes sèches et humides relativement bien préservées.[77]
- La réserve naturelle nationale de l'astroblème de Rochechouart-Chassenon, un ensemble de 12 sites repartis sur les communes, Cheronnac, Rochechouart et Videix en Haute-Vienne et en Charente Chassenon et Pressignac[78].

## Honneurs
L'astéroïde (552385) Rochechouart (it) porte le nom de la commune.
Une formation rocheuse martienne porte également le nom de la commune. En effet, des similitudes ont été remarquées entre les roches rochechouartaises et martiennes. Ce sont les scientifiques de la NASA chargés de la mission d'exploration Perseverance qui ont décidé d'attribuer ce nom.

## Pour approfondir